# O'Connellova ulica, Dublin
O'Connellova ulica (irsko Sráid Uí Chonaill) je glavna cesta v glavnem mestu Irske v Dublinu. Dolga je 420 m in široka povprečno 49 m. Do začetka 1920-ih se je imenovala Sackville Street, dokler je ni svet mesta (Dublin Corporation) preimenoval v čast Daniela O'Connella (nacionalistični vodja zgodnjega 19. stoletja). Kip Daniela O'Connella stoji na srednjem pasu na južnem koncu ulice in gleda čez reko Liffey. Cesta je v severnem delu Dublina.

## Zgodovina
Ulica se je do 17. stoletja imenovala Droghedska ulica (Drogheda Street). Henry Moore, grof Droghede, je zgradil le približno tretjino tako široko, kot je danes, in v sedanjem severnem koncu današnjega križišča s Samostansko ulico (Abbey Street). V letih okoli 1740 je bogat bankir in nepremičninski špekulant Luke Gardiner pridobil veliko večje zemljišče na severnem delu ulice (do Henryjeve ulice). Razkopal je zahodno stran Droghedske ulice in zgradil ekskluzivni blok stanovanj, širok skoraj 50 metrov. Nov, bolj urejen zahodni del ulice je imel manjše hiše, namenjene trgovcem. Po drugi strani pa so bile na vzhodni strani večje stavbe, največje je najemal Gardiner, grof iz Droghede. Zgradil je tudi trgovski center na približno sredini odseka ceste, okrašen z nizkimi granitnimi stenami z obeliski in oljenkami. Nekaj let kasneje so bila ob cesti zasajena prva drevesa. Gardiner je imenoval ta novi del Sackville Street, znan tudi kot Sackvill Mall ali Gardiner's Mall ali preprosto za večino ljudi: The Mall. Gardinerjev načrt je bil nadaljevanje ceste do reke Liffey, vendar je umrl že v začetku petdesetih let in njegov sin je prevzel njegovo posest.
Šele leta 1777 je mestni organ za načrtovanje (Wide Streets Commission) dobil subvencijo parlamenta za izvajanje Gardinerjevega načrta. V naslednjih 10 do 15 letih so bili porušeni številni domovi in druge stavbe, da bi podaljšali cesto. Ko je bila dokončana med letoma 1785 in 1790, je bila ena najlepših evropskih ulic, če ne najbolj veličastna. Videz ulice je kronal  most Carlisle Bridge, zdaj O'Connellov most, zgrajen leta 1793, je delo Jamesa Gandona, najprej je bil namenjen le pešcem, leta 1795 pa preostalemu prometu.
Sama ulica je bila večinoma obdana z jurijanskimi in viktorijanskimi zgradbami vse do začetka 20. stoletja. Toda med velikonočno vstajo leta 1916, ko je skupina irskih prostovoljcev zasedla glavno pošto (General Post Office – GPO) in razglasila Irsko republiko, je bila cesta bombardirana s topništvom. Velik del ceste je bil uničen  vključno s celotno vzhodno stranjo do Stolnične ulice (Cathedral Street) in zahodno vrsto hiš med pošto in Samostansko ulico (Abbey Street). Na srečo so bile na novo postavljene stavbe v naslednji irski državljanski vojni (1922/1923) le malenkostno poškodovane. Škoda je bila omejena predvsem na severni del ulice z vrsto hiš severno od stolnice do Parnellovega trga in nekaj stavb na severozahodni strani ceste. Danes je le Mestna hiša jurijanska, nekatere druge jurijanske stavbe stojijo še na vogalu Henryjeve ulice in še vedno so nekatere stavbe za viktorijanskimi pročelji na južnem koncu ulice. Glavna pošta je bila uničena leta 1916 in obnovljena med letoma 1924 do 1929.
Danes je večina zgradb na ulici iz let 1920 do 1930. Poleg Glavne pošte so najbolj znane stavbe Greshamov hotel (končan 1927), Royal Dublin Hotel (1963) in trgovina Clery's (ponovno odprta leta 1922). Zaradi slabega načrtovanja v sedemdesetih in osemdesetih letih so tu poceni trgovine in trgovske verige. Po nekaj desetletjih zanemarjanja ulica zdaj doživlja neke vrste renesanso – na primer januarja 2003 je bila postavljen 120 metrov visoka Tisočletna konica (Spire of Dublin).
Dublinčani so znani po vzdevkih vse mogočih spomenikov, O'Connellovo ulico imenujejo ulico treh prešuštnikov (the street of the three adulturers). Ime se nanaša na obtožbe prešuštva, za katere je znano, da so trije glavni liki ulice (Parnell, Nelson in O'Connell).

## Kipi vzdolž ulice (od severa proti jugu)
- Kip Daniela O'Connella − gonilna sila v irski politiki od poznih 1820-ih do njegove smrti leta 1847; današnje ime ulice. Postavljen je bil od leta 1864 do 1883, delo Johna Foleyja.
- Kip Williama O'Briena, politika.
- Kip sira Johna Greya.
- Kip Jamesa Larkina, vodje dublinske splošne stavke leta 1913.
- Kip očeta Theobalda Mathewa (1790−1856), borca proti alkoholu.
- Tisočletna konica (Spire of Dublin), včasih je bil tu Nelsonov steber, ki ga je leta 1966 bombardirala IRA.
- Kip Charlesa Stewarta Parnella, političnega voditelja na Irskem konec 19. stoletja.

## Druge znamenitosti
- Glavna pošta (GPO)
- O'Connellov most na južnem koncu ulice
- Sostolnica svete Marije (na Marlborough Street, stranska ulica): dejansko katoliška stolnica v Dublinu, čeprav nikoli ni bila uradno določena
- Trgovina Clery's
- Greshamov hotel